# Gustaf Clemensson
Gustaf Gerhard Clemensson, född den 28 december 1884 i Kropps församling, Skåne, död den 5 april 1971 i Göteborg, var en svensk historiker och arkivman. 
Clemensson var lantbrukarson. Efter studentexamen i Helsingborg 1904 inskrevs han vid Lunds universitet där han blev filosofie kandidat 1907 och filosofie licentiat 1917. Han var även under många år mycket engagerad i det lundensiska studentlivet. "Clemman", som han i studentkretsar kallades, var således ordförande för Akademiska Föreningens sociala utskott 1908–1912 och föreningens edil 1912–1920 (den förste att bebo edilbostaden i AF-borgens torn). Han såg till att karnevalsspexet Uarda omarbetades till en helaftonsföreställning och kom att regissera många uppsättningar, bland annat under Sverigeturnén 1909. Han var också aktiv i Sällskapet CC och i Samfundet SHT.
Parallellt med universitetsstudierna och studentlivsuppdragen påbörjade Clemensson en karriär inom arkivväsendet. Han blev extra ordinarie amanuens vid Landsarkivet i Lund 1909 och avancerade, sedan han blivit licentiat, till andre arkivarie 1918. År 1920 erhöll han tjänsten som landsarkivarie i Göteborg. Han disputerade och blev filosofie doktor 1939 i Uppsala på den historiska avhandlingen Flottans förläggning till Karlskrona - en studie i flottstationsfrågan före år 1683. Som historiker författade Clemensson åtskilliga böcker, inte minst företagshistoriker över bland annat Lessebo handpappersbruk och Klippans pappersbruk, Höganäsbolaget samt kameratillverkaren Hasselblad AB. Han skrev också en historik över Malmö stad (1914). År 1939 utgav han ett personregister till Victor Örnbergs Svenska ättartal.
Clemensson tilldelades Göteborgs stads förtjänsttecken 1953.
Gustaf Clemensson var från 1925 till sin död gift med Aina Mattsson (1894–1982), dotter till grosshandlaren Carl A. Mattsson och Ottilia Peterzéns. De fick sönerna Lars (1931–2015), som blev civilingenjör, och Per (1936–2020), som följde i faderns fotspår och blev arkivarie.